# Kateřina Valková
Kateřina Valková (Plzeň, 6 febbraio 1996) è una pallavolista ceca, palleggiatrice della UYBA.

## Carriera

### Club
Kateřina Valková inizia la sua carriera pallavolistica militando nel 2008 con SK 15 . Dal 2013 al 2018 ha poi giocato per il TJ Ostrava, con la quale ha raggiunto il terzo posto in campionato nella stagione 2017-18. Nella stagione successiva si trasferisce al PVK Olymp Praga con la quale raggiunge le semifinali di coppa e il quarto posto in Extraliga. L'anno successivo gioca per la prima volta nella Campionato tedesco di pallavolo femminile vestendo la maglia del VfB 91 Suhl, con la quale scende in campo solo nelle prime fasi della stagione a causa della rottura del legamento crociato. Il brutto infortunio fa terminare anticipatamente l'esperienza in Germania, infatti la giocatrice rescinde il contratto con il club tedesco e l'anno successivo ritorna nel campionato Ceco vestendo la maglia del VK UP Olomouc, con cui fa il suo esordio in Champions League e con la quale vince una coppa nazionale nel 2021. Nella stagione 2021-2022 ritorna nella Bundesliga tedesca indossando la maglia dell'USC Münster.

### Nazionale
Dopo essere stata convocata dalle nazionali giovanili ceche, nel 2015 ottiene le prime convocazioni in nazionale maggiore: nel 2024 conquista l'argento all'European Golden League e l'oro alla Volleyball Challenger Cup.

## Palmarès

### Nazionale (competizioni minori)
- European Golden League 2024
- Volleyball Challenger Cup 2024